# معتمدية (تقسيم إداري)

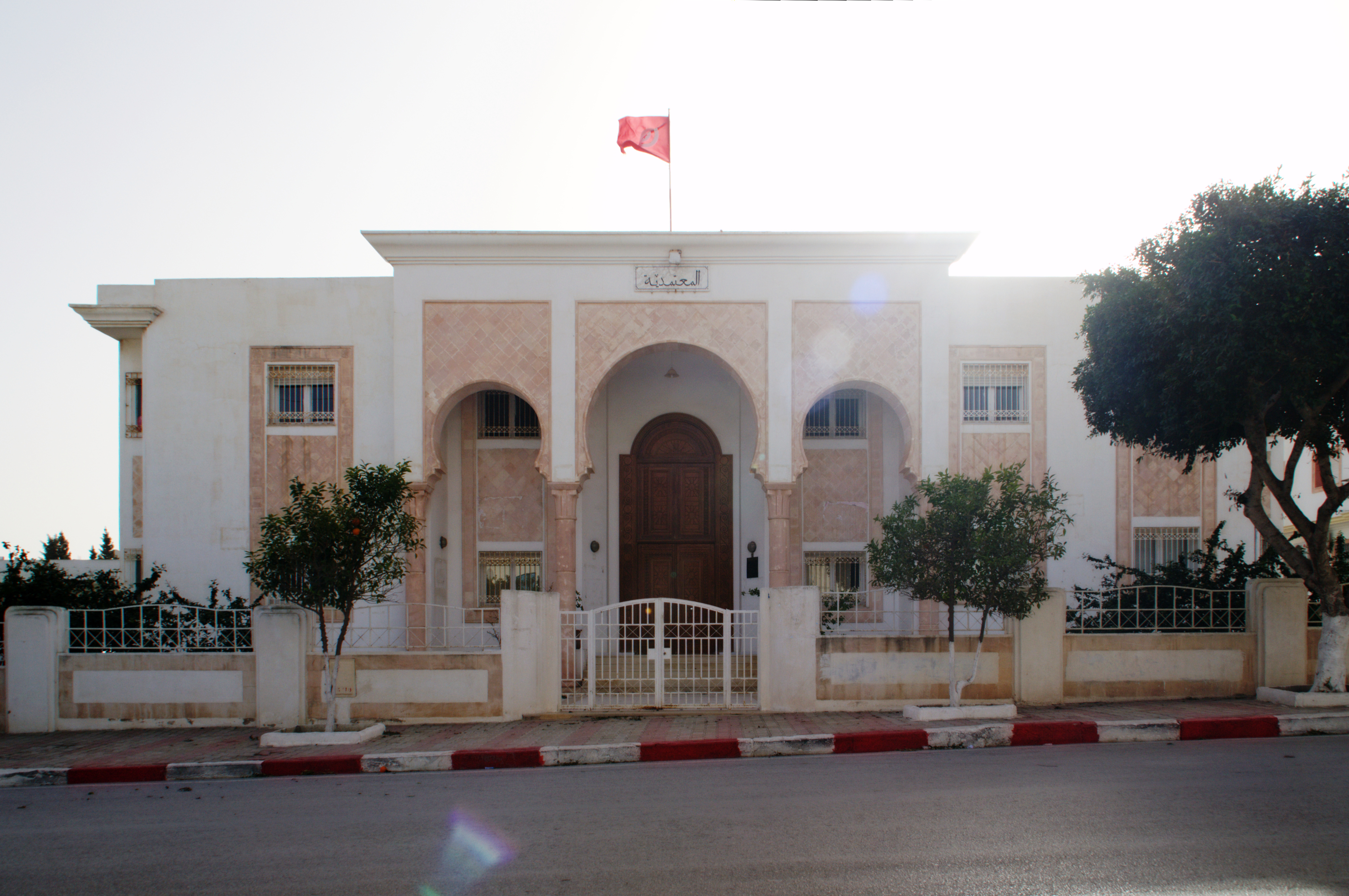
معتمدية صيادة، ولاية المنستير

المعتمديّة هي تقسيم إداري يستخدم في تونس. ويمثل المستوى الثاني للتقسيم الإداري بالجمهورية التونسية، حيث ترجع المعتمدية بالنظر إلى الولاية كما تنقسم إلى بلديات (مدن) ثم إلى عمادات (مناطق) ثم إلى مجالس قروية.